# Tuvana Türkay
Tuvana Türkay est une actrice turque, née le 3 octobre 1990 à Istanbul, dans le district d'Üsküdar.

## Biographie
Tuvana Türkay est née à Istanbul dans une famille immigrés bulgares.
Elle fait des études de radio et télévision à l'université Beykent.

## Filmographie

### Cinéma
- 2013 : Eksik Sayfalar d'Ozan Çobanoğlu (tr) : Aysegül
- 2015 : En Güzeli (tr) de Mustafa Uğur Yağcıoğlu (tr) : Gizem
- 2015 : Güvercin Uçuverdi d'Onur Koçal et Selami Genli : Sema Taskin
- 2015 : Bizans Oyunları de Gani Müjde (tr) : Ayçörek Hatun
- 2016 : Somuncu Baba: Aşkın Sırrı (tr) de Kürşat Kızbaz : Necmiye
- 2016 : Sen Sağ Ben Selamet (tr) d'Ersoy Güler (tr) : Doga
- 2017 : Olanlar Oldu de Hakan Algül : Asli (également chanteuse)
- 2017 : Bir Nefes Yeter de Yasemin Türkmenli : Nefes

### Télévision
- 2010-2012 : Yer Gök Aşk (tr) (série télévisée) : Bade Palalı Hancıoğlu
- 2014 : Kara Para Aşk (série télévisée) : Bahar Çınar
- 2024-2025 : Teşkilat (série télévisée) : Kate

## Discographie
- 2019 : Yalan De (single)